# Roel van Oosten
Roel van Oosten (* 14. Juni 1958 in Den Haag/Provinz Zuid-Holland) ist ein niederländischer Komponist.

## Leben
Van Oosten studierte am Koninklijk Conservatorium Den Haag Komposition bei Peter Schat und Louis Andriessen und Klavier bei Else Krijgsman. Als Stipendiat des französischen und niederländischen Kulturministeriums setzte er 1984 sein Studium bei der Komponistin Betsy Jolas fort und besuchte Musikanalyse- und Kompositionskurse am Pariser Konservatorium. 1987 war er Artist in Residence im Atelier des Malers und Mitbegründers der Künstlervereinigung „De Stijl“ Theo van Doesburg.
Ein großer Teil der Kompositionen van Oostens entstanden als Auftragswerke für Orchester, Kammermusikensemble, Musiktheater, Ballettaufführungen und Chöre. Sie wurden in den Niederlanden und anderen europäischen Ländern, aber auch in den USA, China, Neuseeland und Mexiko aufgeführt, im Hörfunk und Fernsehen aufgenommen und auf CD eingespielt. Für die Komposition Les Amours für Chor und Orchester erhielt er 2001 den Kompositionspreis der Arbeitsgemeinschaft Europäischer Chorverbände.

## Werke
- Ballade des äusseren Lebens für Stimme und Klavier (1976)
- Sonate für Violine und Klavier (1977)
- Kleine Berceuse für Stimme und Instrumentalensemble (1977)
- Revolutie voor solostem für Stimme und Instrumentalensemble (1978)
- Rotation for Harp Solo (1979)
- Canzona für Harfe solo (1979)
- Gioco für Instrumentalensemble (1979)
- Gemini für zwei Klaviere (1980)
- She Weeps over Rahoon für Stimme und Instrumentalensemble (Text: James Joyce) (1980)
- Prisma für Viola und Instrumentalensemble (1984)
- Resignation für Stimme und Bassklarinette (1985)
- Désert für Stimme und Bassklarinette (1986)
- Tangram für Klavier (1986)
- Scapin für Gitarre (1986)
- Trois Chansons Parisiennes für Chor und Orchester (Text: Raymond Queneau) (1986)
- 2 Recettes für Stimme und Klavier (1987)
- Zig-zag für Orchester (1987)
- Trois fables für Stimme und Klavier (Text: Jean de la Fontaine) (1988)
- Chiuso per Restauro, Musiktheater (1988)
- Quintet für Instrumentalensemble (1989)
- Fanfare für Instrumentalensemble (1990)
- Frederik für Instrumentalensemble (1990)
- Koning Babar (King Babar) für Kontrabass und Klavier (1990)
- Danaë ou la pluie d’or für zwei Klaviere (1991)
- Destinazione für Chor a cappella (1991)
- Five Games (ballet music) für Instrumentalensemble (1991)
- Trio no. 1, Klaviertrio (1992)
- Five Preludes für Klavier (1992)
- Drie Stukken (Three Pieces) für Instrumentalensemble (1993)
- Square für Orchester (1993)
- De Ridder van La Mancha, Musiktheater (1993)
- Partita für Instrumentalensemble (1993, 2001)
- Prière Impromptue für Instrumentalensemble (1994)
- La Scala di seta für Instrumentalensemble (nach Gioacchino Rossini) (1994)
- Music-hall für Orchester (1995)
- Drie Dansen voor orkest (1996)
- Hymne für Instrumentalensemble (1996)
- Dances and Dialogues für Kontrabass und Klavier (1996)
- Circus, Musiktheater (1996)
- Van Ostaijen Songs für Stimme und Klavier (1997)
- Ostinazione für Instrumentalensemble (1997)
- Dyas für Orchester (1998)
- Passages für Orchester (1998)
- Concerto for harp and orchestra (1999)
- Les Amours für Chor und Orchester (1999)
- Sonata für Cello und Klavier (2000)
- Hölderlin Lieder für Chor a cappella (2000)
- Suite für Klavier (2001)
- Concerto for piano and orchestra (2001)
- Sonatina Classica für Klavier (2002)
- Quatre Noëls Anciens für Stimme und Instrumentalensemble (2002)
- Les Chimères für Stimme und Instrumentalensemble (Text: Gérard de Nerval) (2002)
- Classical Movements für Instrumentalensemble (2002)
- Sonata für Cello solo (2003)
- Trio no. 2, Klaviertrio (2003)
- Three Songs für Chor a cappella (Text: Emily Dickinson) (2003)
- Trio no. 3 (American Dances), Klaviertrio (2004)
- Concerto for Double Bass Version für Kontrabass und Klavier (2004)
- Concerto for double bass and string orchestra (2004)
- Quatre Poems für Männcherchor (Text: Paul Verlaine) (2005)
- Hold Fast to Dreams für Chor mit gleichen Stimmen (2005)
- Do. Do, kindje für Chor mit gleichen Stimmen (2005)
- Variationes super Veni Creator Spiritus für Chor mit gleichen Stimmen (2006)
- Incitement für Chor mit gleichen Stimmen (2006)
- Le Bestiaire für Chor mit gleichen Stimmen (Text: Guillaume Apollinaire) (2006)
- Triptych für Harfe solo (2007)
- Querela Pacis für Stimme und Klavier (2007)
- Mare Liberum für Chor und Orchester	(2009)
- Crépuscule für Instrumentalensemble (2010)
- Metamorfosen für Instrumentalensemble (2010)
- Monumentum für Stimme und Instrumentalensemble (2011)
- Hymn of Peace für Instrumentalensemble (2012)
- 3 Lieder Ohne Worte für zwei Violinen (2016)
- Hymn of Peace für Carillon (2016)
- Confluences pour orgue et piano (2017)
- Piano Trio no. 4 (Cruquius Trio), Klaviertrio (2019)
- Sacrifice and Freedom für Chor und Orchester (2019)
- Towards Victory für Carillon (2020)